# سنگال علیا و نیجر
سنگال علیا و نیجر (به فرانسوی: Haut Sénégal et Niger) مستعمره‌ای در غرب آفریقا فرانسه بود که در ۲۱ اکتبر ۱۹۰۴ از استعمار سنگامبیا و نیجر با فرمان «سازماندهی مجدد دولت عمومی غرب آفریقا فرانسه» ایجاد شد.
در زمان تأسیس، «مستعمره سنگال علیا و نیجر» شامل سرزمین‌های قدیمی سنگال علیا، نیجر میانی و قلمرو نظامی نیجر بود. پایتخت آن نیز باماکو بود.

## تاریخچه
از همان ابتدا، سنگال علیا و نیجر در مواجهه با سازماندهی مجدد استعماری و مالیات‌بندی، دستخوش خشونت بودند. قابل توجه‌ترین آنها شورش کوبکیتاندا به رهبری روحانی نابینا، آلفا سایبو، و شورش کارما (دسامبر ۱۹۰۵ - مارس ۱۹۰۶) به رهبری اومارو کارما بود. شورش کارما بخش عمده‌ای از دره نیجر را فرا گرفت و توسط چهار سپاه فرانسوی که از دوری، گائو، تاهوا و زیندر رسیده بودند، سرکوب شد.
فرمانی در ۲ مارس ۱۹۰۷، مناطق فادا نگورما و سای را که بخشی از مستعمره داهومی فرانسه (بنین امروزی) بودند، به این مستعمره اضافه کرد. در ۱ ژانویه ۱۹۱۲، قلمرو نظامی نیجر از سنگال علیا و نیجر جدا شد، و در سال ۱۹۲۲ به یک مستعمره دیگر تبدیل شد.
بین نوامبر ۱۹۱۵ و فوریه ۱۹۱۷، مستعمره سنگال علیا و نیجر شاهد مخالفت مسلحانه مردمی، موقتاً موفق و پایدار با دولت استعماری در منطقه ولتای غربی خود بود که از آن به‌عنوان جنگ ولتا-بانی یاد می‌شود. این جنگ بیش از یک سال تسلط دولت استعماری را در منطقه‌ای از کودوگو (در بورکینافاسوی امروزی) در شرق تا سواحل رودخانه بانی (مالی امروزی) در غرب به چالش کشید. این مهم‌ترین مخالفت مسلحانه با استعماری بود که در دوره قبل از جنگ جهانی دوم در جنوب صحرای آفریقا سازماندهی شده بود.

### تقسیم
پس از پایان جنگ جهانی اول، موفقیت این مقاومت باعث شد مقامات فرانسوی فرمان مربوط به «تقسیم مستعمره سنگال علیا و نیجر و ایجاد مستعمره ولتای علیا» را در اول مارس ۱۹۱۹ صادر کنند که این مستعمره را به دو واحد مجزا تقسیم می‌کرد:
- ولتای علیا فرانسوی، از شهرهای گاوا، بوبو-دیولاسو، ددوگو، واگادوگو، دوری، سِی و فادا انگورما تشکیل شده است.
- سرزمین باقی‌مانده - مالی امروزی - همچنان «سنگال علیا و نیجر» نامیده می‌شد تا اینکه در ۱ ژانویه ۱۹۲۱، با اجرای فرمان ۴ دسامبر ۱۹۲۰، «برای نام مستعمرات و سرزمین‌های تشکیل‌دهنده دولت عمومی آفریقای غربی فرانسه»، به «سودان فرانسه» تغییر نام داد.[۷]

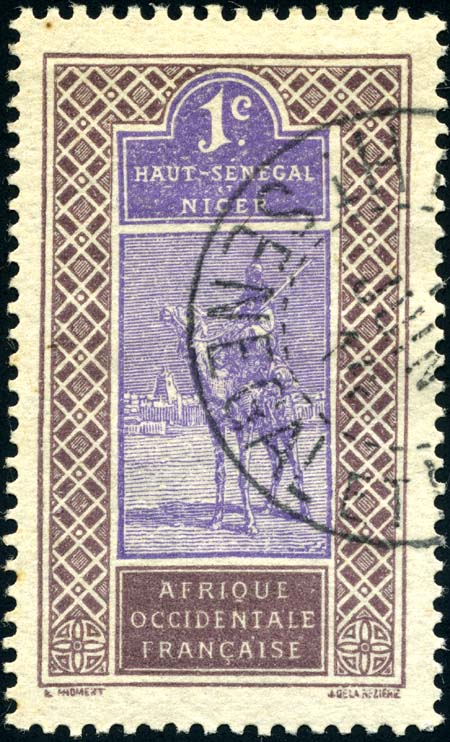
طرح شتر و سوارکار روی تمبر ۱ سانتی‌متری مربوط به سال ۱۹۱۴.